# Songs for the Deaf
Songs for the Deaf je hudební album skupiny Queens of the Stone Age z roku 2002. Jako hostující bubeník nahrál album Dave Grohl. Tímto albem si skupina zajistila popularitu. Píseň „No One Knows“ je některými kritiky pokládána za jednu z nejlepších rockových písní poslední dekády.

## Seznam skladeb
Všechny písně složil Josh Homme, Nick Oliveri a Mark Lanegan.
| Pořadí | Název                                                           | Délka |
| ------ | --------------------------------------------------------------- | ----- |
| 1.     | You Think I Ain't Worth a Dollar, But I Feel Like a Millionaire | 3:12  |
| 2.     | No One Knows                                                    | 4:38  |
| 3.     | First It Giveth                                                 | 3:18  |
| 4.     | A Song for the Dead                                             | 5:52  |
| 5.     | The Sky Is Fallin'                                              | 6:15  |
| 6.     | Six Shooter                                                     | 1:19  |
| 7.     | Hangin' Tree                                                    | 3:06  |
| 8.     | Go With The Flow                                                | 3:07  |
| 9.     | Gonna Leave You                                                 | 2:50  |
| 10.    | Do It Again                                                     | 4:04  |
| 11.    | God Is In the Radio                                             | 6:04  |
| 12.    | Another Love Song                                               | 3:16  |
| 13.    | A Song For The Deaf                                             | 6:42  |
| 14.    | Mosquito Song                                                   | 5:38  |
| 15.    | Everybody's Gonna Be Happy                                      | 2:35  |